# 寛政一揆
寛政一揆（かんせいいっき）は、寛政2年（1790年）12月に三河国刈谷藩領（現愛知県安城市、刈谷市、高浜市、知立市）の諸村で発生した大規模な百姓一揆。刈谷藩では元文3年（1738年）にも一揆が発生しており、いずれも領内諸村に課された金銭負担が原因となり発生した。

## 前史
正徳2年（1712年）、日向国延岡藩より三浦氏が刈谷へ入ったが、領地替えや享保の飢饉などの影響により、譜代諸藩の例にもれず財政状態は悪かった。このため三浦氏は、先納金制度や年貢の増徴を実施して、財政負担を領内の百姓や町人に求めたが財政状況の改善には至らなかった。そして、元文元年（1736年）に至ると領内諸村にて欠落する者が続出した他、出稼ぎによって若者が不足し、祭りの実施に差支える村もあり、城下町でも売家の買い手がないといった状況になっていた。このような中においても村方の先納金負担は続き、さらに人別御用金の割り当ても相次いだが、藩財政は逼迫したままであった。
このような情勢下、元文3年（1738年）に目付格郡代役として匂坂久米衛門が着任した。匂坂は領内諸村に対して総検見を実施する旨を申渡したが、総検見実施は年貢増徴の企図が明白であり、村方は従来通りの定免を願い出たが拒否され、総検見が始まった。ここに至って領内41ヶ村の百姓は、ついに村役人と共に刈谷城下に押し掛けて強訴におよび、これをうけて藩側は総検見を中止して、郡奉行以下三名は逼塞となった。また百姓側の指導者に対する処分は行われなかった。これを元文一揆という。
藩主、三浦氏は延享4年（1747年）に西尾へと転封となったが、このおり三浦氏は、これまで通り、先納金と人別御用金を領内に申し付け、これまでの先納金はを西尾に移った後、年末には元利と共に返済する旨を通知したが、結局、返済の気配はなく、諸村の代表は西尾に出向いて返済の履行を迫ったが思うようにならず、これを知った百姓たちは西尾城下へ詰掛けたうえ、江戸への出訴に及ばんとしたが、刈谷藩の役人に連れ戻されるという始末であった。

## 寛政一揆の背景
三浦氏から代わって西尾より刈谷に移ったのは譜代の土井氏だった。例によって土井氏も財政の窮乏に喘いでおり、西尾藩主であった享保年間末ごろには参勤交代の道中費用にも不足する状態となっていた。このため土井氏は、三浦氏の先納金制度を継承したほか、年貢増徴のため寛延2年（1749年）に一斉検地を実施して、新たに開発した田畑を調べ上げた。また明和年間は作柄の悪い年が続いたが、藩側は引き続き先納金の調達を強行したため、領内諸村は江戸の商人である鹿嶋屋清兵衛から郷借をして上納に充てることになった。しかし領民側の執拗な先納金免除の願出により、藩側も明和6年（1769年）に一旦、今後は先納金を命じない旨を約したが、この約束は反故とされてしまった。また天明2年（1782年）は凶作となり、領民は先納金の返済・返還を強く望んだが、藩側はこの年が返済期限となっていた2,700両の先納金を返済しなかったばかりか、領内諸村より新たな借りつぎをする有様であった。
しかし、藩財政が窮乏し、諸村と領民が負担を肩代りする状況下においても、藩主の土井利徳は藩政に無関心であった。土井利徳は文人大名であり、和歌・放鷹など自らの趣味を捨てることなく没頭して、藩政は家老たちに任せきりであった。江戸から国許へ帰ると鷹狩を行い、歌や茶の湯の会を催した。このような利徳の態度に対して、物好みは江戸・国許双方共に慎むよう領民が訴える状態であった。利徳は天明5年（1785年）に財政改革を行うが状況は改善せず。改めて領内に御用金が課されるが諸村にこれを引き受ける手立てなどなく、江戸の鹿嶋屋清兵衛と大阪の大屋四郎兵衛より借用することによって辛うじて用立てることができた。
天明7年（1787年12月、利徳は隠居して子の土井利制が当主となった。しかし、このための入用金がさらに藩の財政窮乏に追い打ちをかけたため、窮余の策として天賜録という頼母子講による資金調達の道を開くが、財政は健全化するべくもなかった。

## 高掛金の賦課と一揆の発生
寛政2年（1790年）、刈谷藩は、三浦氏から継承して従前より実施していた先納金や御用金の制度に加えて、高100石あたり銀23匁を高掛金として領内へ賦課する制度を決めた。当然ながら領民の耐えられる負担ではなかったため、高100石あたり銀10匁への減額が嘆願されたが、藩はこれを拒絶した。この高掛金導入に関する一件が契機となって、ついに領民の不満が爆発、事態は寛政一揆へと発展した。
同年12月、領内諸村の百姓たちは浄土真宗の報恩講参りと称して、各村の寺へ2ヶ村・3ヶ村ずつ集って寄合を重ね、領内42ヶ村の領民は申し合わせのうえ、刈谷城にほど近い重原村に所在する弘法山・恩田山に集結、竹筒を法螺貝のように吹きたて、昼夜を分かたず鬨の声を上げて藩側を恫喝する構えを見せた。藩側はこれに狼狽して、大庄屋の高取村善兵衛を説得のために派遣したが、一揆側の目潰しに遭って退散、前家老の多米左善を代わりに派遣して事態の鎮圧に努めさせ、ようやく群衆を退散させることができた。この時、刈谷城大手門に次のような狂歌の落書が残されていた。
| 「 | 御紋より内えよ車が廻り兼 百姓にむりな金かりや様 | 」 |

翌寛政3年（1791年）、村役人をはじめ事件の関係者は厳しい取り調べを受け、責任者の処分が行われた。一揆方の説得に失敗した高取村善兵衛は大庄屋の役を取り上げられ、野田村の昌福寺にて百姓たちを前に演説をこなった中町善造なる人物は首謀者とみなされ、永牢となった。
また、刈谷藩当主の土井利制は幕府によって領政不行届を咎められ、同年6月に一ヶ月の謹慎が命じられた。しかし、譜代の大名領に起こったこの一揆を重視した幕府の刈谷藩に対する懲戒は、これにとどまらなかった。

## 領地替え処分と藩政への影響
寛政4年（1792年）、幕府は刈谷藩の土井氏に対して領地替えの処分を言い渡した。これによって碧海郡に集中していた刈谷藩の領地（総石高2万3,000石）は、城付領を除いた碧海郡の諸村（1万3,000石）が福島藩の板倉氏が陸奥国伊達郡で所領としていた諸村（1万石分）および幕領（3,000石分）と交換されることとなった。これにより刈谷藩土井氏の所領は城付領と陸奥国内の飛地とに二分された。

### 福島藩との領地替えが行われた理由
福島藩主板倉氏は領地の収入不足を理由に、数十年前より幕府老中に対して、地味と領民の風紀の悪い伊達郡の所領の領地替えを願い出ており、長年の努力が実ってついに寛政2年8月、奥州の領地収入を5ヶ年で平均して幕府へ提出するよう老中松平定信より指示を受けた。このような折り、同年末に刈谷藩で一揆が発生したのだった。また、表面上は領地替えであったが、刈谷藩にとっては実質的に減封であり、領地替え以前と比較して、毎年5,595俵の減収となり、財政難に拍車がかかることになった。反対に実質的加増となった福島藩はこの領地替えにより財政の危機を乗り越えた。その後、刈谷藩の領地にも若干の修正はあったが、大勢に変化はなかった。
- 寛政4年に福島藩板倉氏の領地となった諸村（いずれも碧海郡）。

堤村の一部、駒場村、小垣江村、榎前村、和泉村、福釜村、高棚村、箕輪村、篠目村、中村、野田村、半城土村、重原村、八ツ田村、牛田村、来迎寺村、今村、里村、吉浜村、高浜村、高取村。
福島藩三河国飛地となった上記の村々は新たに設けられた重原陣屋によって治められた。
- 天保9年（1838年）時点の刈谷藩城付領（いずれも碧海郡）

刈谷町、元刈谷村、熊村、高津波村、小山村、築地村、一ツ木、泉田村、今岡村、東境村、井ヶ谷村の一部、池鯉鮒町、八橋村、堤村の一部、吉浜村、高浜村、高取村の一部、高棚村の一部。